# 松下徽章
松下徽章株式会社（まつしたきしょう）は、東京都台東区に本社を置く徽章の製造販売会社。1958年、初代会長の松下芳雄は業界初の組合「全東京記章商工協同組合」の初代理事長に就任した。

## 沿革
- 1937年 - 「松下商店」開業。
- 1948年 - 松下徽章株式会社設立。
- 1959年 - 千葉県松戸市に松戸工場を開設。
- 1969年 - 台東区元浅草に製造部カップ工作所を開設。

## テレビCM
- ゴルフ場でゴルフをしている男性の目前に若い女性五人組がムカデ競争をしながら登場し、途中で女性達がコケてしまい、彼女達の胸元やヒップのアップが数秒間映し出され、男性がそれを凝視していると、ゴルフボールがホールインワンして、別のカットで女性達が男性にトロフィーを贈呈する内容のCMが放送されていた。この他、ブラジャーをつけた胸の大きな女性がスポーティーにランニングをするテレビCMも放送されていたこともある。

## スポンサー番組
- 産経テレニュースFNN（フジテレビ） - かつて日曜朝6時台のスポンサーであった。